# Evoluzione del collegio cardinalizio durante il pontificato di Leone XIV
Di seguito è riportata l'evoluzione del collegio cardinalizio durante il pontificato di Leone XIV (dall'8 maggio 2025).

## Evoluzione in sintesi
Dopo l'elezione del cardinale Robert Francis Prevost al soglio pontificio, il collegio cardinalizio era costituito da 251 cardinali di cui 134 elettori.

Durante il suo pontificato 4 cardinali hanno superato l'80º anno di età perdendo quindi il diritto di voto in conclave e 3, non elettori, sono deceduti (aggiornamento all'8 agosto 2025).
| Data                           | Avvenimento                                               | Elettori | Non elettori | Totale |
| ------------------------------ | --------------------------------------------------------- | -------- | ------------ | ------ |
| 8 maggio 2025                  | Elezione del cardinale Robert Francis Prevost (Leone XIV) | 134      | 117          | 251    |
| dal 16 maggio 2025             |                                                           |          |              |        |
| Cardinali divenuti ottuagenari | -4                                                        | +4       | 0            |        |
| Cardinali deceduti             | 0                                                         | -3       | -3           |        |
| Cardinali viventi              | 130                                                       | 118      | 248          |        |

## Elenco degli avvenimenti
| Data           | Avvenimento                                                                   | Paese              | Elettori | Non elettori | Totale |
| -------------- | ----------------------------------------------------------------------------- | ------------------ | -------- | ------------ | ------ |
| 8 maggio 2025  | Elezione papale del cardinale Robert Francis Prevost con il nome di Leone XIV | Città del Vaticano | 134      | 117          | 251    |
| 16 maggio 2025 | 80º genetliaco del cardinale Carlos Osoro Sierra                              | Spagna             | 133      | 118          | 251    |
| 15 giugno 2025 | 80º genetliaco del cardinale Robert Sarah                                     | Guinea             | 132      | 119          | 251    |
| 30 giugno 2025 | Morte del cardinale Luis Pascual Dri                                          | Argentina          | 132      | 118          | 250    |
| 4 luglio 2025  | 80º genetliaco del cardinale Stanisław Ryłko                                  | Polonia            | 131      | 119          | 250    |
| 18 luglio 2025 | Morte del cardinale André Vingt-Trois                                         | Francia            | 131      | 118          | 249    |
| 21 luglio 2025 | 80º genetliaco del cardinale Joseph Coutts                                    | Pakistan           | 130      | 119          | 249    |
| 8 agosto 2025  | Morte del cardinale Estanislao Esteban Karlic                                 | Argentina          | 130      | 118          | 248    |